# Ikara-Flinderskette-Nationalpark
Der Ikara-Flinderskette-Nationalpark (engl. Ikara-Flinders Ranges National Park) ist ein 950 km² großes, im Gebirgszug der Flinderskette im australischen Bundesstaat South Australia (Südaustralien) gelegenes Naturschutzgebiet.
Die Landschaft des Nationalparks ist durch schroffe Mittelgebirgskämme, tiefe Schluchten und sonnenverbrannte Talflächen gekennzeichnet. Für die Flora des Parks ist die Eukalyptusart River Red Gum (Eucalyptus camaldulensis) typisch.
Im Februar 2016 wurde der Bezeichnung Flinderskette das Aboriginal-Wort Ikara vorangestellt. Der Nationalpark heißt seitdem im Englischen Ikara-Flinders Range National Park.
In der Sprache der Adnyamathanha, einer Gruppe von vier Clans der Aboriginals in Südaustralien, heißt Ikara „Treffpunkt“ und ist ein alter Name für die Landschaft des Wilpena Pound. Wilpena Pound ist ein Gebirgskessel, der ein natürliches Amphitheater im Zentrum des Nationalparks bildet.